# Jean-René Bernaudeau
Jean-René Bernaudeau (ur. 8 lipca 1956 w Saint-Maurice-le-Girard) – francuski kolarz szosowy, brązowy medalista mistrzostw świata.

## Kariera
Największy sukces w karierze Jean-René Bernaudeau osiągnął w 1979 roku, kiedy zdobył brązowy medal w wyścigu ze startu wspólnego podczas mistrzostw świata w Valkenburgu. W zawodach tych wyprzedzili go jedynie Holender Jan Raas oraz Dietrich Thurau z RFN. Był to jedyny medal wywalczony przez niego na międzynarodowej imprezie tej rangi. Ponadto zajął między innymi pierwsze miejsce w Promotion Pernod w 1978 roku, drugie w Grand Prix de Wallonie i trzecie w Tour du Limousin w 1979 roku, w latach 1980-83 był najlepszy w Grand Prix du Midi Libre, a także wygrał Tour de Vendée w 1980 roku i Route du Sud rok później. Wielokrotnie startował w Tour de France, najlepszy wynik osiągając w 1979 roku, kiedy był piąty w klasyfikacji generalnej i najlepszy w klasyfikacji młodzieżowej. W 1978 roku był trzeci w Vuelta a España, a w latach 1980 i 1983 był dwunasty w Giro d’Italia (w 1980 roku wygrał jeden etap). W 1976 roku wziął udział w wyścigu ze startu wspólnego na igrzyskach olimpijskich w Montrealu, kończąc rywalizację na siódmej pozycji. W 1987 roku zakończył karierę.